# Арнсберг
О средневековом графстве см. Арнсберг (графство)
Арнсберг (нем. Arnsberg) — город в Германии, в земле Северный Рейн-Вестфалия, служивший в Средние века центром одноимённого графства.
Подчинён административному округу Арнсберг. Входит в состав района Хохзауэрланд. Население составляет 78 431 человек (на 31 декабря 2012 года). Занимает площадь 193,39 км². Официальный код — 05 9 58 004.

## Административное деление
Город подразделяется на 15 городских районов (количество жителей по состоянию на 31 декабря 2012 года:
| Районы                     | Всего жителей |
| -------------------------- | ------------- |
| Арнсберг (Arnsberg)        | 18505         |
| Бахум (Bachum)             | 911           |
| Брайтенбрух (Breitenbruch) | 213           |
| Бруххаузен (Bruchhausen)   | 2595          |
| Веннихло (Wennigloh)       | 974           |
| Гердринген (Herdringen)    | 3903          |
| Мюшеде (Müschede)          | 2776          |
| Нехайм (Neheim (22.958)    | 22958         |
| Нидераймер (Niedereimer)   | 1920          |
| Офентроп (Oeventrop)       | 6359          |
| Румбек (Rumbeck)           | 1189          |
| Фоссвинкель (Voßwinkel)    | 2515          |
| Хольцен (Holzen)           | 2026          |
| Хюстен (Hüsten)            | 10566         |
| Юнтроп (Uentrop)           | 335           |
| Город Арнсберг всего:      | 78431         |

| Год  | Население |
| ---- | --------- |
| 2000 | 81 533    |
| 2005 | 81 243    |
| 2010 | 79 103    |

## Личности

### Родившиеся в Арнсберге
- Аренс, Франц Йозеф фон (1779-1885) — немецкий юрист и политик
- Арндтс, Энгельберт (1750-1819) — немецкий юрист, императорский почтмейстер и высокопоставленный чиновник Вестфальского герцогства.

## Фотографии

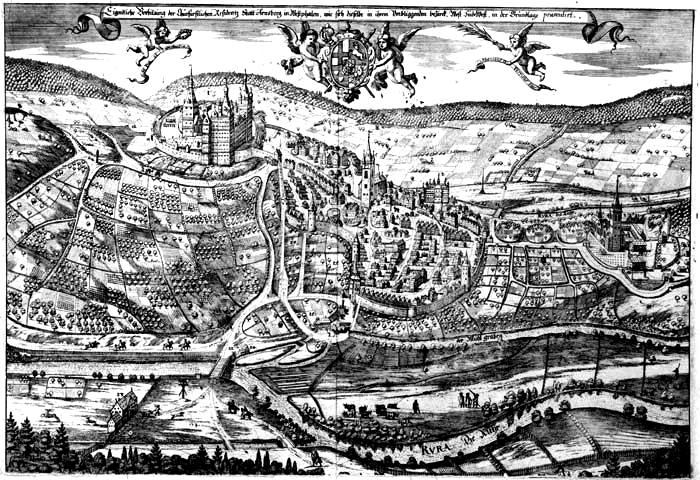
Арнсберг в 1669 году
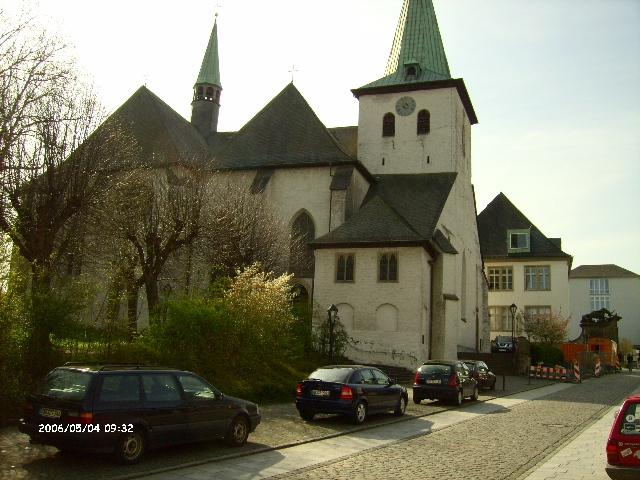
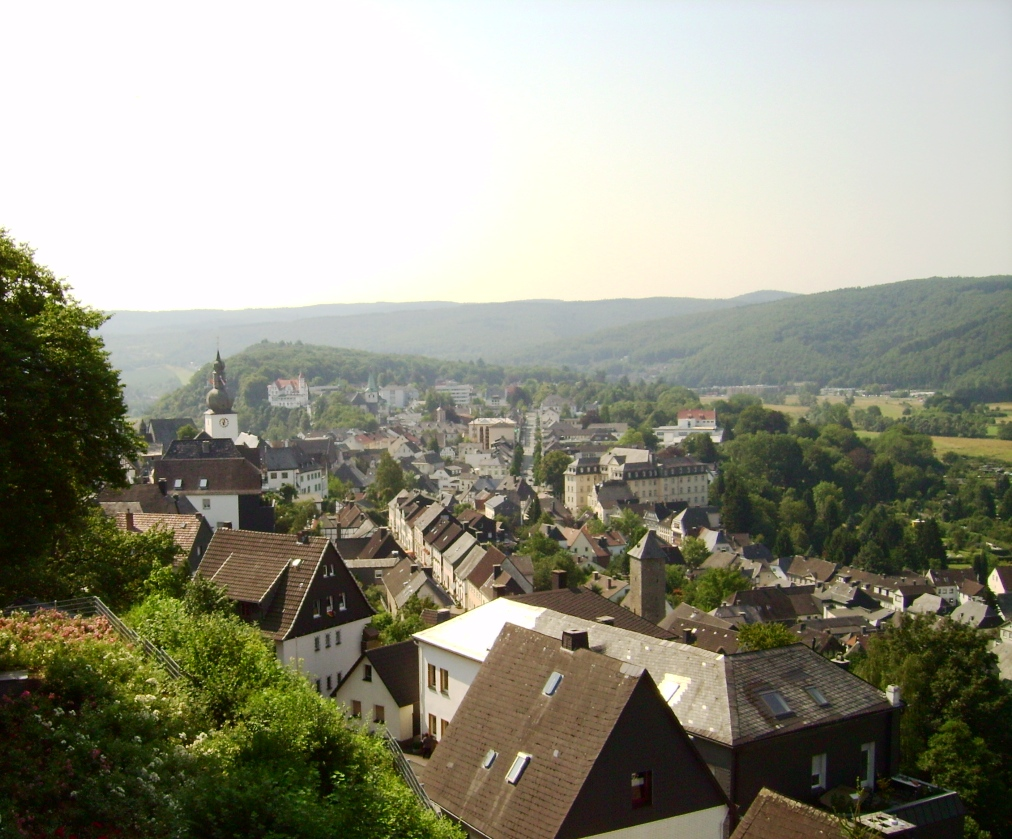
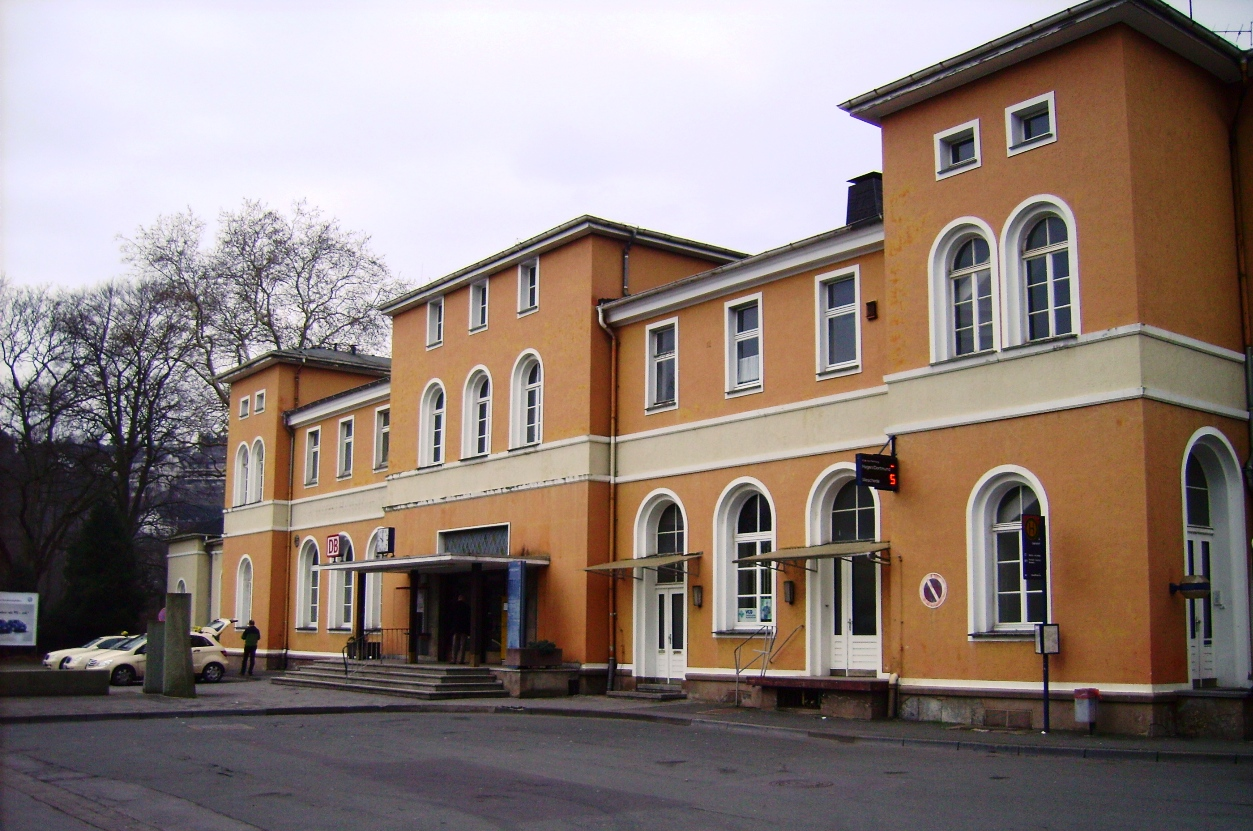